# Аквавива-делле-Фонти
Аквавива-делле-Фонти (итал. Acquaviva delle Fonti) — город в Италии, расположен в регионе Апулия, подчинён административному центру Бари (провинция).
Население составляет 21 613 человек, плотность населения составляет 166 чел./км². Занимает площадь 130 км². Почтовый индекс — 70021. Телефонный код — 00080.
Покровителями города почитаются Пресвятая Богородица (SS. Maria di Costantinopoli), святой великомученик Евстафий, празднование 20 мая, в первый вторник марта и в первый вторник сентября.